# 19426 Леаль
19426 Леаль (19426 Leal) — астероїд головного поясу, відкритий 20 березня 1998 року.
Тіссеранів параметр щодо Юпітера — 3,320.